# Dome-Kamera

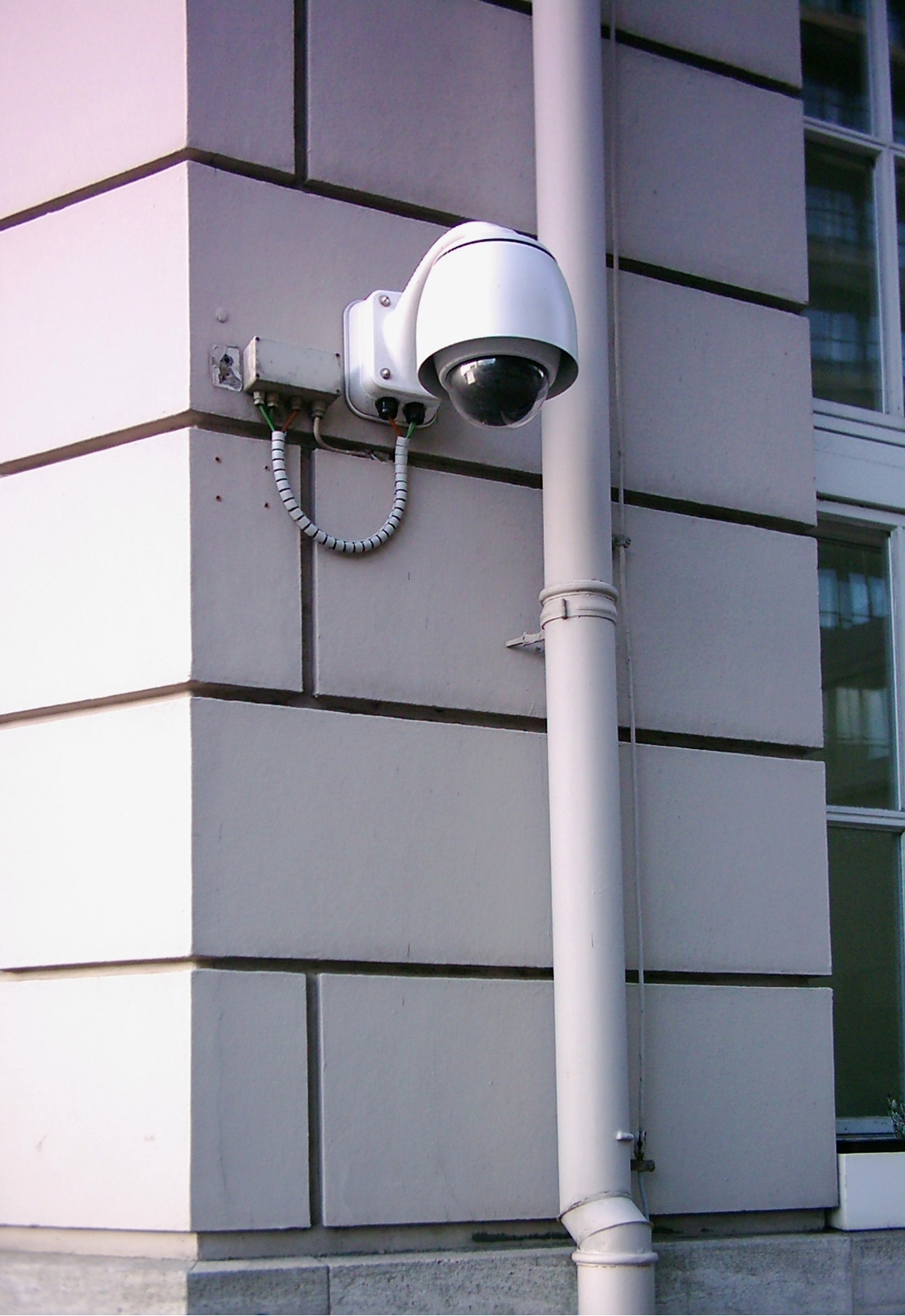
Dome-Kamera an einer Hamburger Bank

Eine Dome-Kamera ist eine Überwachungskamera, die in einer halbrunden getönten Kuppel aus Kunststoff eingebaut ist. Installiert werden diese Geräte im Zusammenhang von Videoschutzsystemen.
Die gegen Vandalismus geschützten Dome-Kameras werden in besonders stark gefährdeten Bereichen, im Innen- und Außenbereich sowie in öffentlichen Verkehrsmitteln eingesetzt.
Durch die getönte Kuppel ist es sehr schwierig zu erkennen, in welche Richtung die Kamera ausgerichtet ist. Dadurch wird eine höhere Abschreckung erzielt. Außerdem sind diese Kameras besser gegen Manipulationen bzw. Vandalismus geschützt als normale Kameras.
Im Handel sind auch Speed-Dome-Kameras erhältlich, die mittels eingebautem Motor schwenkbar und neigbar sind; dadurch können Areale, in denen normalerweise mehrere Kameras nötig sind, mit nur einer Speed-Dome-Kamera überwacht werden.
Gesteuert werden Speed-Dome-Kameras mit einem Steuerpult, auf dem fixe Position eingespeichert werden können und zusätzlich über Joysticks in die gewünschte Position gebracht werden. Anwendung finden solche Kameras vor allem an Tankstellen und in Kaufhäusern.